# 開端章
開端章（阿拉伯语：‎；羅馬化：Sūratu al-Fātihah）是《古蘭經》的第一章（蘇拉）經文。著名的中國《古蘭經》翻譯家馬堅將「開端」音譯為法諦海。整個開端章共有七節經文（阿亞），大意是向真主祈求引導以及強調真主的獨一性和仁慈。本章在穆斯林五番拜中佔有重要的地位，在每次禮拜鞠躬時都要以本章經文為開頭。如果只計算每日五番拜所唸的開端章次數，共計17次。

## 經文
穆斯林相信《古蘭經》是真主用阿拉伯語啟示的經典。任何《古蘭經》的翻譯本都被穆斯林當作一種表面的「詮釋」文本，並不如阿拉伯語的《古蘭經》來得可靠。雖然有些唯獨古蘭經穆斯林以及自由派穆斯林使用翻譯本作為每日禱告之用，翻譯本主要還是非阿拉伯語母語者個人私下使用的。
以下是引用自馬堅翻譯的開端章經文，全章共計七節。第一行綠色字體為阿拉伯語，第二行為羅馬拼音，第三行為中文翻譯。
1:1 ‎

奉至仁至慈的真主之名
1:2 ‎

一切贊頌，全歸真主，全世界的主，
1:3 ‎

至仁至慈的主，
1:4 ‎

報應日的主。
1:5 ‎

我們只崇拜，只求祢祐助，
1:6 ‎

求引導我們上正路，
1:7 ‎

所祐助者的路，不是受譴怒者的路，也不是迷誤者的路。

## 啟示
伊斯蘭傳統向來很關心所有蘇拉和與阿亞啟示給穆罕默德的時間與地點──例如，研究某一節阿亞是在麥加啟示的還是在麥地那啟示的。根據伊本·阿拔斯等人的說法，開端章屬於麥加篇章；根據艾卜·胡萊勒等人的說法，此章屬於麥地那篇章。伊本·阿拔斯的說法較廣為穆斯林接受，雖然有些穆斯林相信此章既啟示於麥加，也啟示於麥地那。

## 別名
開端章在英語裡常被稱為“Exordium”（「開端」的意思）。在各種聖訓中，開端章又被稱為「書中之母」（Umm al-Kitab）、「古蘭經之母」（Umm al-Qur'an）以及「醫治之章」（Sura-tul-shifa）。此外本蘇拉的經文在石谷章（15：87）也有提到：
「我確已賞賜你常常反復誦讀的七節經文和偉大的《古蘭經》。」

## 外部連結
- （英文）QuranAcademy.org （页面存档备份，存于）
- （英文）Surah Al-Fatihah (The Opening) （页面存档备份，存于）-開端章誦讀學習
- （英文）（阿拉伯文）Altafsir.com （页面存档备份，存于）-開端章注釋
- （英文）Tafsir Ibn Kathir （页面存档备份，存于）-開端章注釋